# 19416 Benglass
19416 Benglass è un asteroide della fascia principale. Scoperto nel 1998, presenta un'orbita caratterizzata da un semiasse maggiore pari a 2,4067713 UA e da un'eccentricità di 0,0701716, inclinata di 5,87759° rispetto all'eclittica.